# Éxito (programa de televisión)
Éxito fue un programa de televisión chileno de variedades y de corte magazinesco, producido y desarrollado por Estudios Catedral, y transmitido por Canal 13 entre 1984 y 1992, en el horario de almuerzo, conducido por José Alfredo Fuentes.

## Historia
El programa fue planeado y desarrollado en 1983 entre los hermanos Mario y René Kreutzberger, junto a Alfredo Lamadrid, que renunció a la Gerencia de Programación y Producción del Canal 11 de la Universidad de Chile ese mismo año. Don Francisco presenta el proyecto del programa a Canal 13 para 1984, el cual fue aprobado por el entonces director ejecutivo del canal, Eleodoro Rodríguez Matte. Como en Canal 13 en esos años eran solo tres los estudios que existían en el entonces recién construido edificio de calle Inés Matte Urrejola 0848, ninguno de los cuales era apto para un programa diario, se acuerda realizar el nuevo programa desde los Estudios KV de René Kreutzberger (hermano de Don Francisco) y Jacobo Ventura, ubicados en calle Catedral 1850, comuna de Santiago. Éxito salió al aire el lunes 14 de mayo de 1984 a las 12:10 horas.
El programa era dirigido por Alfredo Lamadrid y animado por el cantante José Alfredo Fuentes, bajo la dirección orquestal del maestro Juan Azúa. El programa estaba dirigido especialmente a la dueña de casa, al público juvenil y a las clases altas y medias altas, totalmente distinto a su competencia, El Festival de la Una de Televisión Nacional, conducido por Enrique Maluenda, que era dirigido a los adultos mayores y a la clase popular. 
En sus inicios, Éxito realizaba los concursos originales de Sábados Gigantes como Traíga su disco y baílelo, entre otros, los cuales, años después se supo que René Kreutzberger sacó un libro de concursos de su hermano Don Francisco y lo llevó al programa. Además de dedicar secciones de la vieja Nueva Ola con interpretaciones de sus cantantes.
Para 1986, Éxito comienza a subir su sintonía, superando al año siguiente al Festival de la Una, ocasionando la cancelación del programa de TVN luego de más de 8 años al aire. Entre mayo de 1984 y junio de 1988 se grababan los 5 programas de la semana los días martes. A partir de junio de 1988 hasta el 13 de diciembre de 1992, se emitía en directo.
Éxito tuvo gran popularidad por sus invitados famosos, entre estos cantantes nacionales y extranjeros, como Pablo Ruiz, Xuxa, Juan Luis Guerra, Locomía, Soda Stereo, Franco de Vita y Gloria Trevi, esta última se recuerda su presentación cuando en su acto en el programa agarra la corbata del "Pollo" Fuentes intentando que este bailara.[cita requerida]
Éxito tuvo numerosas secciones, entre las que se contaba Su show en UF (inspirada en el programa ¿Cuánto vale el show? y cuyo jurado principal era el enigmático "Señor Puchado", personaje encapuchado interpretado por el actor César Arredondo), La carrera de las guaguas, Gánesela al toro, El festival de los famosos, El más gallo y Las gracias de su hijo. En Éxito, saltaron a la fama el humorista Bombo Fica, el actor y comediante Claudio Moreno, la comediante Natalia Cuevas, el imitador Marco Antonio Villarroel más conocido por su nombre artístico Antonio de Marco, el actor, locutor y músico Mauricio Torres, el humorista Jorge Pérez Videla, entre otros. 
Entre 1988 y 1989, Éxito era el programa más visto en ese horario, compitiendo con Canal 11 y Cordialmente con Julio Videla que queda en segundo lugar, dejando a TVN en tercer lugar; hasta 1990, con la aparición en enero de ese año del programa De Buen Humor con Paulina Nin de Cardona y el fallecido humorista Jorge "Chino" Navarrete, que situó en el primer lugar, gracias a la repetición de sketches del Jappening con Ja. Esto dejó a Éxito en el tercer lugar, lo que preocupó al equipo del programa que haría varios cambios para 1991.
El lunes 1 de abril de 1991, Éxito iniciaba su séptima temporada con cambios. Entre estos convertir el programa en secciones periodísticas, tocando temas diarios que se vivían en el país por ese entonces, manteniendo el humor, la música y los concursos tomando el formato magazine-periodístico. Las grandes perjudicadas fueron las secciones infantiles de los payasos "Chirola" (Eduardo González), "Copucha" (Jorge Domínguez) y "Cuchara" (Carlos Gajardo) y Las Gracias de sus Hijos, presentado por "La Pintita" (interpretada por la actriz Pilar Vásquez). Sin embargo en junio se vendrían otros cambios, entre estos la reducción de músicos de la orquesta de Juan Azúa, que de 10 a 11 músicos quedan solo 5 músicos y 2 coristas.
Es así que Azúa abandonó el programa en marzo de 1992, después de casi 8 años. En su reemplazo llega Roberto Trujillo, hijo del maestro Valentín Trujillo y tecladista de Sábados Gigantes, que permanece hasta el último programa con solo 4 músicos, eliminando el piano de cola de la orquesta quedando solo en teclados, batería, guitarra eléctrica y bajo sumado a 2 coristas.
En materia horaria entre el 31 de mayo al 27 de junio de 1986, una situación similar se vivió, debido a las transmisiones del Mundial de Fútbol disputado en México, Éxito fue afectado en su horario siendo emitido a las 11:30 horas, extendiéndose su horario hasta las 13:00 horas y entre el 8 de junio al 6 de julio de 1990 a las 13:00 horas, después del primer partido diario del Mundial de Italia '90 emitiéndose junto con el noticiero de mediodía Teletarde.
Éxito a partir de septiembre 1990 dejó su tradicional horario de las 12:00 pasando a las 11:30 a. m. Luego, el 31 de marzo de 1992, volvió a las 12.00, medida que solo duró un mes y medio; ya el 11 de mayo de ese año, el programa pasa a las 12:45 hrs. Desde el 16 de diciembre se emitieron unos programas de resumen de los 9 años del programa (sin público en el estudio) y el 31 de diciembre de 1992, Éxito ve la luz por última vez, al emitirse el último programa en vivo.

## Final
Las razones del fin del programa fue la competencia que tenía con el programa Acompáñeme de Julio Videla, emitido por Megavisión, y el agotamiento de su animador, que provocó su renuncia al programa. José Alfredo Fuentes siguió vinculado a Estudios Catedral hasta octubre de 1997 con el sorteo del Kino (30 de septiembre de 1990-31 de diciembre de 1995) y del programa La Tarde Millonaria (3 de marzo de 1996-26 de octubre de 1997 y desde el 2 de noviembre de ese año y hasta el 29 de marzo de 1998, el programa se hizo en el Centro de Producción Audiovisual del DuocUC), además Fuentes tenía interés de realizar otro programa distinto una vez a la semana, que daría forma al año siguiente (1993) con Venga conmigo.
El último programa se emitió el jueves 31 de diciembre de 1992, aunque en los diarios y guías de programación, salía que se emitiría Éxito el 1 de enero de 1993 (día en el que se retransmitió el programa de la jornada anterior) y en el horario que se emitía, se programó, a partir del lunes 4 de enero de 1993, la serie La hechizada. En su reemplazo meses después en abril de 1993 debutó el programa A Buena Hora, conducido por Viviana Nunes y el actor y locutor radial César Abu-Eid, producido también por Estudios Catedral y que duró muy poco tiempo en pantalla, siendo reemplazado por Almorzando en el Trece.
Con el final de Éxito se terminaba un estilo de programas de mediodía que venía desde el Festival de la Una con artistas y musicales en ese horario.

## Características
Entre mayo de 1984 hasta marzo de 1992, Éxito tuvo la característica musical con el nombre Éxito de ayer, Éxito de hoy, todos buscan éxito en la televisión, compuesta por su director orquestal Juan Azúa, pero al abandonar el programa en marzo de ese año lo reemplaza Roberto Trujillo, quien compone Somos el ritmo de la televisión, somos amigos del éxito, característica que dura hasta el último programa en diciembre de 1992.

## Artistas
Entre los cantantes y grupos musicales que pasaron por el programa estuvieron:
- Giolito y su Combo
- Los Prisioneros
- Luis Jara
- Myriam Hernández
- Patricia Maldonado
- Miguelo
- Nicole
- Patricia Frías
- Reinaldo Tomás Martínez
- Alfredo de Angelis
- Pablo Ruiz
- Silvina Garré
- Soda Stereo
- Valeria Lynch
- Tremendo
- Os Paralamas do Sucesso
- Xuxa
- Armando Hernández
- La Sonora Dinamita
- Locomía
- Pablo Abraira
- Banda Blanca
- Big Fun
- Marco Del Freo
- Emmanuel
- Gloria Trevi
- Franco de Vita

## Sobre los archivos y cintas del programa
Respecto al archivo del programa, gran parte fueron vendidas las que después fueron borradas. Lo que quedó en los Estudios KV de calle Catedral 1850, se perdieron en un incendio. Solo se conservan unas cintas de rutinas de humor del programa en el Archivo de Canal 13 y diferentes imágenes y rescates en canales de internet. En la actualidad, el canal de cable Rec TV de Canal 13, retransmitía solo las rutinas humorísticas bajo el nombre de Humor de Éxito los martes a las 20:00 horas.